# Therapeutisches Drug-Monitoring
Therapeutisches Drug-Monitoring (abgeleitet von englisch therapeutic drug monitoring), kurz TDM, oder Medikamentenspiegelbestimmung (auch Medikamentenüberwachung) ist in der klinischen Chemie und klinischen Pharmakologie die Spiegelbestimmung bestimmter Medikamente im Blut. Der Fokus liegt dabei auf Medikamenten mit einer engen therapeutischen Breite, das heißt Medikamenten, die leicht unter- beziehungsweise überdosiert werden können. TDM zielt darauf ab, die Patientenversorgung mittels individuell angepasster Medikamentendosierungen zu verbessern.
Es existieren vielerlei Variablen, welche die Interpretation von Medikamentenspiegeln beeinflussen können: Zeitpunkt, Applikationsform (s.c., p.o., i.m. usw.) und Dosierung des verabreichten Medikamentes, Zeitpunkt der Blutentnahme, präanalytisches Handling der entnommenen Probe, Präzision und Genauigkeit der verwendeten analytischen Methode, Validität der pharmakokinetischen Modelle und Annahmen, Co-Medikation und der klinische Zustand des Patienten (Krankheit, Nieren-/Leberfunktion, Toleranz der Medikation etc.).
Angehörige unterschiedlicher Berufe (Ärzte, Apotheker, klinische Pharmazeuten, Pflegefachkräfte, Labormitarbeiter etc.) sind in die einzelnen Elemente des TDM eingebunden.

## Therapeutisches Drug-Monitoring a priori
Beim therapeutischen Drug-Monitoring a priori handelt es sich um die Bestimmung des vorgesehenen Dosierungsschemas, das dem Patienten verabreicht werden soll. Dies basiert auf dem gewünschten Outcome und bekannten pharmakokinetischen-pharmakodynamiusche (PK/PD) Zusammenhängen. Diese ermöglichen es Patienten mit unterschiedlichem Dosierungsbedarf mit Hilfe von demografischen Daten, klinischen Befunden, Labor- oder pharmakogenetischen Resultaten zu identifizieren.

## Therapeutisches Drug-Monitoring a posteriori
Beim Konzept des therapeutischen Drug-Monitorings a posteriori handelt es sich um die klinisch übliche Dosisanpassung einer vorhandenen Therapie auf Basis der Messung entsprechender Spiegel- oder Wirkungsmarker.

Definition gemäß der International Association of Therapeutic Drug Monitoring and Clinical Toxicology (IATDMCT):
Das TDM a posteriori
- beinhaltet eine präanalytische, analytische und postanalytische Phase,
- stützt sich auf eine präzise, sensitive und spezifische Messung des gesuchten Medikaments oder seiner aktiven oder toxischen Metaboliten ab,
- verlangt eine Interpretation unter Einbezug der Präanalytik und klinischen Informationen über die Wirksamkeit des Medikaments im Rahmen der verabreichten Dosen beim betroffenen Patienten.

Auf Basis eine populationsbasierten Modellierung der Pharmakokinetik/Pharmakodynamik könnten individuell angepasste Vorhersagen über die Pharmakokinetik eines Wirkstoffs erfolgen, unter Einbezug der dem Patienten eigenen Pharmakogenetik.

## Charakteristika von Medikamenten, die sich für TDM eignen
In der Pharmakotherapie werden viele Substanzen eingesetzt ohne die Überwachung der entsprechenden Blutspiegel, da die entsprechende Dosierung häufig in Funktion der klinischen Entwicklung des Patienten erfolgen kann. Für einige Medikamente ist dieser Ansatz nicht möglich: zu tiefe Spiegel haben einen unzureichenden Effekt oder es kommt zur Resistenzbildung, zu hohe Spiegel können toxisch wirken und zu Endorganschäden führen.
Indikationen für ein Monitoring des Medikamentenspiegels sind:
- konsistente, klinisch validierte pharmakodynamische Zusammenhänge zwischen Medikamentenkonzentration und pharmakologischer Wirkung oder Toxizität;
- signifikante inter-individuelle pharmakokinetische Variabilität, in welcher eine Standarddosierung zu unterschiedlichen Konzentrationsspiegeln in multiplen Patienten führt (während der Medikamentenstoffwechsel in einem gegebenen Patienten stabil bleibt);
- ein enges therapeutisches Fenster, welches eine hohe Dosierung zur Sicherung des gewünschten Effekts bei allen Patienten verunmöglicht;
- Unmöglichkeit der Adjustierung der Medikamentenkonzentration durch klinische Beurteilung alleine;
- Rechtfertigung einer Dosisanpassung wegen Behandlungsdauer und Notwendigkeit der Behandlung beim kritisch kranken Patienten;
- eventuell vorhandene Complianceprobleme.

TDM findet ebenfalls Anwendung in der Diagnostik bei Verdacht auf Medikamentenvergiftung/-überdosierung.
Für weit über 100 Medikamente ist TDM in der Routine möglich.
Hier einige Beispiele:
- Aminoglykoside (Gentamicin, Amikacin, Tobramycin, Netilmicin)[7]
- Theophyllin
- Vancomycin (und andere Glykopeptid-Antibiotika)[8]
- Lithium
- Carbamazepin
- Phenobarbital
- Phenytoin
- Valproinsäure
- Lamotrigin
- Amiodaron
- Flecainid
- Digitoxin
- Digoxin
- Cyclosporin
- Tacrolimus
- Everolimus
- Sirolimus
- Methotrexat
- Paracetamol

Die Verwendung von TDM wird zunehmend zum Monitoring unter anderem folgender Substanzklassen verwendet: Antibiotika, Antimykotika, Tyrosinkinaseinhibitoren und andere Krebsmedikamente, TNF-Inhibitoren und andere Biologicals, antiretrovirale Medikamente (bei HIV-Patienten) und Medikamente in der Psychiatrie.

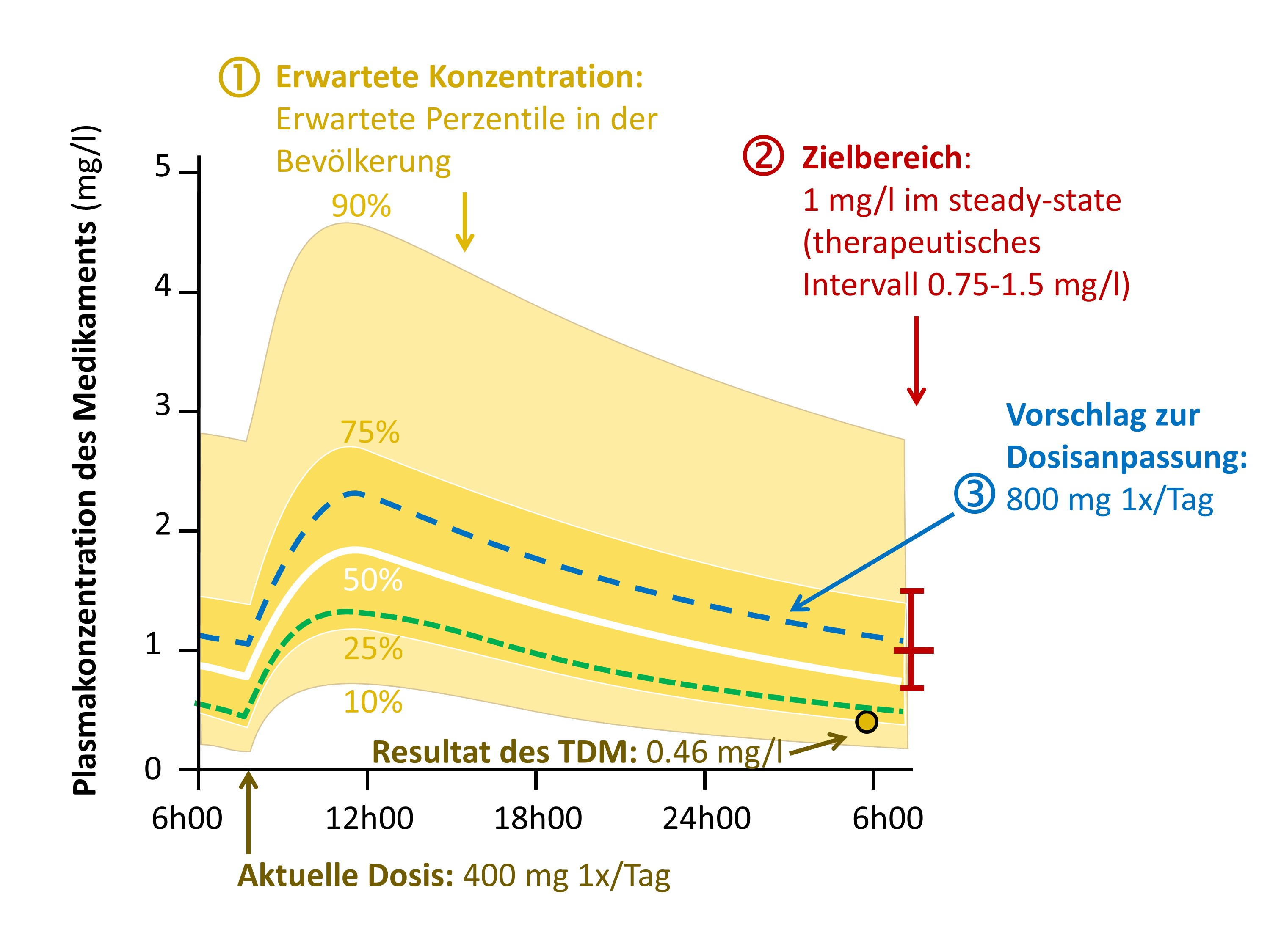
TDM Interpretation: ein Krebsmedikament wird dem Patienten mit einer Dosierung von 400 mg jeden Tag um 8:00 Uhr morgens verabreicht. Eine Blutprobe wird um 6:00 Uhr morgens abgenommen, aus welcher einen Medikamentenspiegel von 0,46 mg/l resultiert. 1) Bezüglich der Normwerte liegt das Resultat um die 25te Perzentile, welches eine eher hohe Clearance des Medikaments bei diesem Patienten nahelegt. 2) Bezüglich der «Adäquatheit», impliziert das Resultat das die wahrscheinlichste Konzentrationskurve des Patienten (grüne gestrichelte Linie) unterhalb des Zielintervalls von 075-1,5 mg/l liegt. Dies stellte die Wirksamkeit der Behandlung in Frage. 3) Bezüglich zu empfehlenden Dosisanpassungen legt dieses TDM-Resultat eine Verdopplung der täglichen Dosis auf 800 mg/Tag nahe, um die gewünschte Plasmakonzentration näher zum Ziel zu bringen (blaue gepunktete Linie). Beachten Sie, dass diese Interpretation von einer guten Patientencomplianc und einer genauen Messung ausgeht.

## Praktische Anwendung des TDM
Die Interpretation einer Medikamentenkonzentration beinhaltet folgende Schritte:
1. Prüfung, ob die gemessene Konzentration im Normbereich liegt.
2. Prüfung, ob das gemessene Konzentrationsprofil nahe dem gewünschten Zielbereich liegt.
3. Wenn die gemessene Konzentration plausibel, aber weit vom gewünschten Wert entfernt ist, wird festgelegt, wie die Dosis angepasst werden kann, um den gewünschten Zielwert zu erreichen. Hierbei existieren verschiedene Ansätze.[11]